# Coroça
La coroça era un barret infamant, generalment en forma de cucurulla i de paper engrutat, que es posava als condemnats per la Inquisició juntament amb la gramalleta i que era portat durant l'acte de fe.

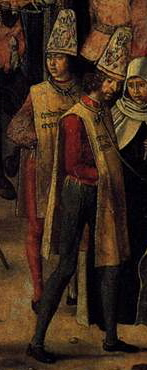
Segle XV
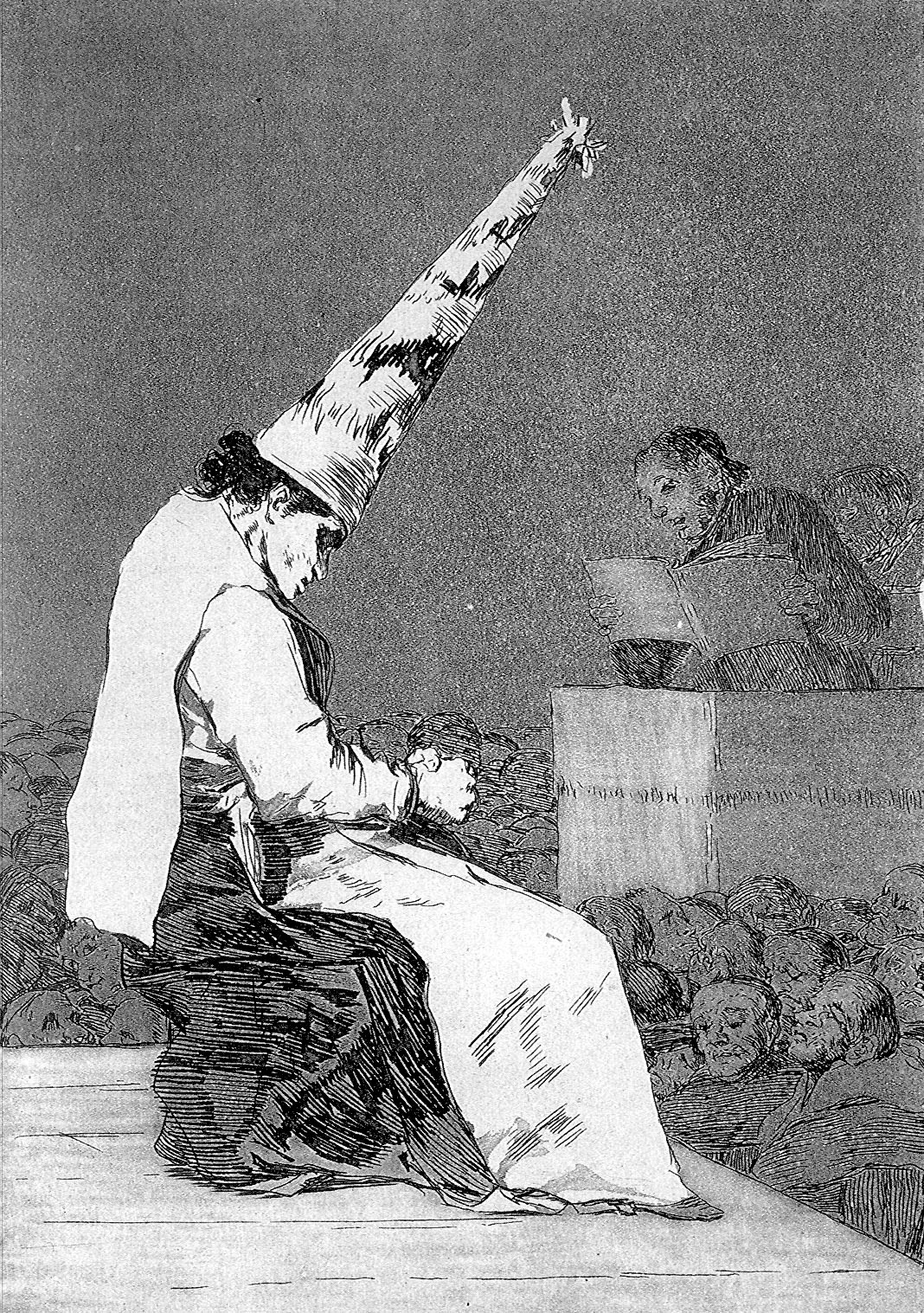
Segles XVII-XIX Tipus de coroces
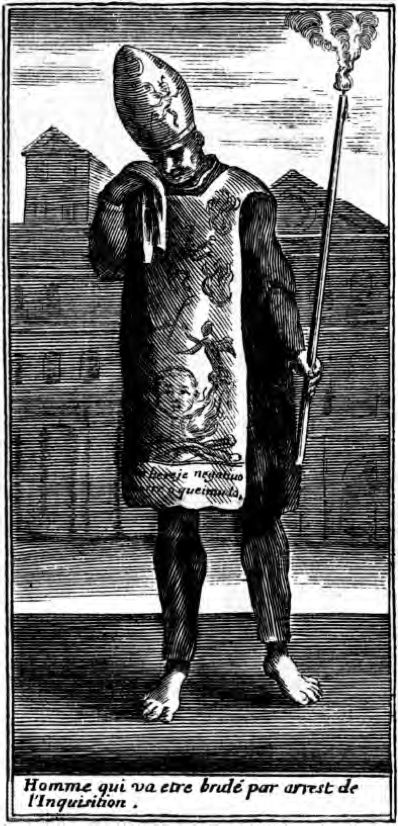
Goa,1701